# Marzi
Marzi község (comune) Olaszország Calabria régiójában, Cosenza megyében.

## Fekvése
A megye déli részén fekszik a Savuto völgyében. Határai: Belsito, Carpanzano, Colosimi, Parenti, Paterno Calabro, Rogliano és Santo Stefano di Rogliano.

## Története
A település alapításáról nem léteznek pontos adatok. Valószínűleg a 9. században alapították a szaracén portyázások elől menekülő cosenzai lakosok. A 19. század elején, amikor a Nápolyi Királyságban felszámolták a feudalizmust Rogliano része lett, majd hamarosan elnyerte önállóságát.

## Népessége
A népesség számának alakulása:

## Főbb látnivalói
- Sant’Andrea Apostolo-templom
- Santa Barbara-templom
- San Marco Evangelista-templom